# Аныштаиха (село)
Аныштаиха — упразднённое село в Ельцовском районе Алтайского края. На момент упразднения входило в состав Черемшанского сельсовета. Исключено из учётных данных в 1983 году.

## География
Располагалось на левом берегу реки Чумыш в месте впадения в неё реки Аныштаиха, на расстоянии приблизительно 6 км (по-прямой) к юго-востоку от село Черемшанка.

## История
Основано в 1720 году. В 1928 году состояло из 327 хозяйств. В административном отношении являлось центром Аныштаихского сельсовета Ельцовского района Бийского округа Сибирского края.
Решением Алтайского КИКа от 01 июня 1983 года № 196/1 населённый пункт, исключен из учётных данных.

## Население
По данным переписи 1926 года в селе проживало 1747 человек (850 мужчин и 897 женщин), основное население — русские.

## Уроженцы
- Иван Максимович Яровиков — участник Великой Отечественной войны, Герой Советского Союза.